# Степанюк Арсен
Арсен Степанюк (6 червня 1911, Кременець — 15 грудня 2009, Торонто) — український громадський діяч, спортсмен, міністр міжпартійних справ УНР в екзилії

## Життєпис
Арсен Степанюк народився 6 червня 1911 році в місті Кременець на Волині. Закінчив середню освіту у Кременці і працював вчителем в Старому Вишневці. З дитинства займався лещатарством де мав досягнення як чемпіон Волині в бігу на лещатах. Два рази брав участь у біатлоні в Зимовій Олімпіаді в Європі у 1932 і 1936 роках. За часів Другої світової війни  був членом підпілля ОУН. 
У 1948 році переїхав до Канади з таборів переміщених осіб Західної Німеччини, з табору ДП (переміщених осіб). В Канаді оселився Ст. Томас, провінції Онтаріо, де організував перші українські колядки по Радіо CHLO, українські пісні та народні танці, виставки українського народного мистецтва, академії і національні свята. 
У 1958 році переїхав з родиною до Лондону, Онтаріо, де став членом Комітету Українців Канади і очолював Лондонський Відділ КУК 7 років. Також був одним із основників української православної церковної громади Пресвятої Тройці в Лондоні, громади, головою якої він теж був. Завдяки цій діяльності був удостоєний членства Folk Arts Council of London, де він репрезентував українців.
У 1973 році переїхав  до міста Міссіссаґа, став членом парафії при українській православній катедрі Св. Володимира і Братства Св. Володимира. При катедрі виконував обов’язки члена Статутової і Контрольної комісій. Також працював членом Торонтського Відділу КУК, виконував обов’язки заступника голови, члена Президії і голови Контрольної комісії. 
Також був членом Української Суспільної Служби, Інституту Св. Володимира в Торонто і Бібліотеки Симона Петлюри в Парижі, Франція та Організації Прихильників Державного Центру Української Народної Республіки (УНР).
У 1986 році його було вибрано на голову Головної Управи ОПДЦУНР на Канаду. Він також був членом Фундації ім. Симона Петлюри в Канаді і згодом її головою. 
Як член Українсько-Демократичного Союзу він став членом Уряду Української Народної Республіки в Екзилі і евентуально міністром міжпартійних справ.
Помер 15 грудня 2009 року на 99-му році життя в Українсько-Канадському Осередку Опіки в Торонто. Похований на Українському цвинтарі святого Володимира в місті Оквілл, провінції Онтаріо.